# Élégie pour jeunes amants
Elegy for young lovers (allemand : Elegie für junge Liebende) est un opéra en trois actes de Hans Werner Henze sur un livret de W. H. Auden et Chester Kallmann. Il est créé en allemand à Schwetzingen le 20 mai 1961 au Bayerische Staatsoper sous la direction de Heinrich Bender (de). La version française est créée le 25 juin 1965 à Nice sous la direction de Jean Périsson avec Mady Mesplé, la version en anglais est créée le 20 décembre 1977 à Maison de la Radio sous la direction d'Alexandre Myrat avec Catherine Gayer.

## Le livret
Il s'agit d'un huis clos, 6 protagonistes. La figure centrale est un poète, Georg Mittenhofer. Il est accompagné de son factotum, la comtesse Carolina, ou Lina, secrétaire et souffre-douleur, de son médecin, Wilhelm Reischmann, et de sa jeune muse Élisabeth Zimmer. Ceux-ci seront rejoints par le fils du médecin, Toni, filleul du poète.
Comme chaque année, ils sont en villégiature dans les Alpes. Dans cet hôtel séjourne également Hilda Mack, depuis 40 ans. Sombrée dans la folie, elle y attend son époux disparu en montagne sur les pentes du Hammerhorn depuis leur voyage de noces. Celle-ci est régulièrement saisie d'épisodes de transe, visions dont se nourrit Mittenhofer pour son travail littéraire.
Les relations complexes entre les personnages, magnifiquement définis, le sujet, à savoir l'utilisation de la détresse humaine pour la création artistique, détresse que Mittenhofer provoque cyniquement, allant jusqu'au crime, la finesse des dialogues et des situations, et la parfaite construction dramaturgique font de ce livret un chef-d'œuvre où fusent les thématiques et les doubles jeux/doubles je.

### Acte 1
Cette année, Hilda n'a pas de vision, ce qui provoque l'ire de Mittenhofer, personnage brillant, cynique, indubitablement génial, charismatique, fascinant et portant beau la soixantaine approchante mais pour son entourage, despote, colérique, manipulateur, tyrannique.
La tension due à l'improductivité du séjour est palpable quand Toni arrive. Les relations entre son père et lui sont exécrables.
Apparait Mittenhofer, sortant de sa chambre avec la jeune Élizabeth. Coup de foudre entre Toni et cette dernière, interrompu par une vision de Hilda, immédiatement prise en note par le poète aidé par la comtesse Carolina. Alors qu'ils travaillent, celui-ci saisit le premier petit prétexte pour martyriser carolina qui s'effondre. Fascinant est son dévouement pour ce personnage odieux, et l'abandon total de sa propre personne pour coopérer à l'œuvre du poète, qui dépend au fond entièrement d'elle.
Le médecin, accouru pour la soigner alors que Mittenhofer s'éloigne, et Carolina apprennent alors qu'un cadavre est "sorti" du glacier, sans aucun doute le mari disparu il y a 40 ans. Ils chargent Élizabeth d'apprendre la nouvelle à la vieille dame.
L'acte se termine sur les promesses d'amour mutuel de Toni et d'Elizabeth.

### Acte 2
Quelques jours ont passé.
Les jeunes gens s'aiment en secret et Toni veut dévoiler la vérité. Élizabeth le prie de la laisser faire.
Découverts par Carolina, il s'ensuit une querelle générale entre le père, veuf, blessé, le fils odieux mais lucide quant à la perversité des relations qui unissent Mittenhofer et Élizabeth, la muse effrontée et la souffre-douleur dévouée mais jalouse, où des mots très durs sont échangés.
Apparition de Mittenhofer d'étonnante bonne humeur. Les allusions faites par Carolina le conduisent à une explication avec Élizabeth. Tout en manipulation, il l'exhorte de la quitter de telle façon qu'elle lui jure de rester avec lui... Au grand désespoir de Toni qui provoque une confrontation. Brillant et long quintette ou le poète maître de lui engage les jeunes gens à vivre leur amour... tout en restant entre eux. Scène interrompue par une arrivée folle de Hilda qui voit son époux vivant près d'elle et qui réclame "au vieux Dante" un pourcentage sur les œuvres publiées grâce à ses visons !
Énigmatiquement, Mittenhofer prie les deux jeunes gens de rester un jour de plus afin qu'ils aillent lui chercher un edelweiss sur les hauteurs du hammerhorn... Resté seul Mittenhofer crache tout son venin sur la cour qui l'entoure, et l'acte de s'achever sur une note d'humour pétillante, puisqu'il est surpris en pleine éructation par Hilda qui se moque de lui.

### Acte 3
Il s'ouvre sur un sextuor très complexe. Les amants se préparent, Mittenhofer travaille aidé par Lina, Hilda délire, le médecin revit sa vie ratée.
Tous, sauf le poète et Lina quittent l'hôtel. Alors que pour la première fois un dialogue s'installe entre eux, ils sont interrompus par l'annonce faite d'une arrivée soudaine, imprévue, de la tempête. Des randonneurs seraient promis à une mort certaine. Et Mittenhofer de certifier que personne n'est sorti... La mort des jeunes amants étant l'inspiration qui lui manquait pour achever son œuvre. Lina se rend complice du meurtre par son silence. Tout son malheur se déverse malgré elle dans un long monologue. Les deux personnages sont dès lors liés par le mensonge, à la Macbeth... Ils quittent l'hôtel alors que la neige commence à tomber.
L'action nous entraîne alors sur les pentes du Hammerhorn où les deux jeunes gens surpris par la tempête se préparent à la mort certaine en un long duo. Ils inventent la vie qu'ils n'auront pas, dans cette scène extrêmement touchante, s'imaginant le nom de leurs enfants, dont un mort né, leur caractère... Confondant, très émouvant. Et mourront unis.
L'acte et l'Opéra se terminent à Vienne, lors de la lecture par Mittenhofer de son élégie devant toutes les instances culturelles et politiques du pays, élégie cyniquement dédiée au jeune et beau couple " malheureusement disparu en montagne, comme certains d'entre vous le savent ! Que la mort ne les sépare jamais".

## La musique
Il s'agit d'un opéra de chambre.
L'Opéra est d'une coupe très rigoureuse et très classique. Les trois actes équilibrés, une heure environ chacun, sont organisés en scène très distinctes, parfois entrecoupées d'interludes.
De même, volontairement classiquement, les airs, les ensembles s'enchaînent, parfois interrompus par des récitatifs accompagnés.
Chaque personnage est caractérisé par une distribution instrumentale. Ainsi, Les cuivres pour Mittenhofer, la flûte pour Hilda ! Le rôle est particulièrement difficile, écrit pour une colorature. La folie qui la tient, ainsi que l'accompagnement de flûte : il s'agit bien évidemment d'une réminiscence de la Lucia de Donizetti.
L'orchestre de chambre est très riche en percussions. Dispositif relativement imposant malgré la dénomination "de chambre".
L'écriture vocale est généralement très exigeante, particulièrement pour Hilda comme on l'a dit mais aussi pour le baryton principal. On notera qu'avec les 6 même chanteurs, on peut distribuer cosi fan titre... Même si cette réflexion n'apparaît pas dans la correspondance entre les auteurs, la... Coïncidence (!) est suggestive.
Des leitmotiv parcourent l'œuvre, dont un Bach selon la notation germanique. Sans être révolutionnaire pour l'époque, avec des moyens classiques, Henze écrit une musique très atonale et rythmiquement exigeante, sans exclure des moments réellement émouvants et expressifs, qui sont dans la ligne de Wozzeck.
L'œuvre est exigeante pour l'auditeur mais absolument remarquable. La très grande qualité du livret y est pour beaucoup, et il est indispensable de suivre cette conversation musicale pour en apprécier les beautés. Elle mériterait d'être plus souvent donnée, particulièrement dans les pays germaniques puisque les auteurs l'ont eux-mêmes traduite et adaptée en allemand, langue dans laquelle elle a été créée.

## Distribution
| Rôle                                                           | Voix       | Création, 20 mai 1961 (direction : Heinrich Bender) |
| -------------------------------------------------------------- | ---------- | --------------------------------------------------- |
| Hilde Mack                                                     | soprano    | Eva Maria Rogner                                    |
| Elizabeth Zimmer                                               | soprano    | Ingeborg Bremert                                    |
| Carolina, Countesse de Kirchstätten, secretaire de Mittenhofer | contralto  | Lilian Benningsen                                   |
| Toni Reischmann                                                | ténor      | Friedrich Lenz                                      |
| Gregor Mittenhofer, poète                                      | baryton    | Dietrich Fischer-Dieskau                            |
| Dr Wilhelm Reischmann, un physicien                            | basse      | Karl Christian Kohn                                 |
| Josef Mauer                                                    | rôle parlé | Hubert Hilten                                       |

## Discographie sélective
- Liane Dubin (Elisabeth Zimmer), Catherine Gayer (Hilda Mack), Martha Mödl (Carolina Gräfin von Kirchstetten), Loren Driscoll (Toni Reischmann), Dietrich Fischer-Dieskau (Gregor Mittenhofer), Radio-Symphonie-Orchester Berlin, dirigé par Henze 1963 DG

## Source
- John Warrack, Guide de l'Opéra éd.Fayard 1989, p.239